# 埃德溫·基思·湯姆森
埃德溫·基思·湯姆森（英語：Edwin Keith Thomson；1919年2月8日—1960年12月9日），通常稱為基思·湯姆森，是一位美國共和黨的政治人物，曾在1955年至1960年期間擔任三屆美國眾議院懷俄明州單一國會選區代表眾議員。1960年11月8日，他成功當選為聯邦參議員，但上任前一個月死於心臟病發。

## 早年生活
湯姆森生於懷俄明州紐卡斯爾，在克魯克縣成長，並分別在比尤拉與南達科他州斯皮爾菲什的學校讀書。他在拉勒米的懷俄明大學法學院結識了他的妻子席拉·戈佛雷·湯姆森（1939年結婚），並在1941年畢業。

## 政治生涯
湯姆森在1955年1月3日至他逝世為止以共和黨黨員身份進入第八十四、第八十五及第八十六屆美國國會。他沒有在第八十七屆國會尋求連任，但在1960年11月8日當選為1961年1月3日起新一屆的美國參議院議員。然而，他在當年12月在懷俄明州科迪因心臟病發逝世。民主黨的懷俄明州州長約翰·J·希基繼承了他遺下的參議員議席，唯在1962年的特別選舉中被共和黨籍的米爾沃德·L·辛普森擊敗。其遺體被葬於阿靈頓國家公墓。
湯姆森死後，他的妻子席拉·湯姆森在1962年當選為懷俄明州州務卿；她連任此職位五屆到1987年，共擔任了24年。

## 外部連結
- 埃德溫·基思·湯姆森－美國國會國家人物傳記大辭典
- 在Find a Grave上的埃德溫·基思·湯姆森

| 美国众议院                | 美国众议院                                     | 美国众议院                |
| ------------------------- | ---------------------------------------------- | ------------------------- |
| 前任者： 威廉·亨利·哈里森 | 懷俄明州單一國會選區 眾議院議員 1955年－1960年 | 繼任者： 威廉·亨利·哈里森 |